# Jiang quan
Le jiang quan (蔣 拳) est l’une des nombreuses boxes issue du temple de Shaolin. On trouve encore la trace de cet art martial à Shanghai. Le dernier grand maître connu fut Hou Rou Jiang (1889-1978).